# Investitionsfalle
Die Investitionsfalle (englisch investment trap) ist ein Grundbegriff der keynesianischen Wirtschaftstheorie und beschreibt, dass Unternehmen in Zeiten einer Depression selbst dann keine Investitionen tätigen, wenn die Zentralbanken eine Niedrigzinspolitik betreiben und deshalb die  Marktzinsen sehr niedrig sind.

## Allgemeines
Ursächlich hierfür ist, dass die Unternehmen nicht einmal die bereits vorhandenen Produktionskapazitäten auslasten; dennoch weiter zu investieren wäre also widersinnig. Ein anderer Grund dafür ist der Zusammenhang zwischen erwarteten Renditen einer Investition und einer alternativen Wertpapieranlage. Trotz billiger Kredite/geringer Anleihenverzinsung kann es für Unternehmen besser sein, in „sichere“ Wertpapiere zu investieren als in „risikoreiche“ Investitionen.
Neben der Liquiditätsfalle und nach unten unflexiblen Löhnen kann hier die Ursache für das keynesianische Gleichgewicht bei Unterbeschäftigung gesehen werden. Keynes hielt die Zinssensitivität der Investitionsneigung für gering und warnte vor einer Investitionsfalle, falls die Gewinnerwartungen der Unternehmen zu gering ausfielen. In ihrer allgemeinen Form konnte dies inzwischen falsifiziert werden. Sie gilt lediglich noch für Zinserhöhungen, wenn eine Investition primär rentabilitätsorientiert ist, nur durch Kreditaufnahme finanziert werden kann (Vollfinanzierung) und ihr kalkulatorischer Zinssatz knapp um die geforderte Mindestverzinsung liegt.
Bei der Investitionsfalle ist die Zinselastizität stets „Null“.

## Investition und Realzins bei Deflation
Für die Investition ist der Realzins entscheidend, der sich während einer Deflation aus dem Nominalzins und der (erwarteten) Deflationsrate errechnet. Dabei muss sowohl der langfristige wie der kurzfristige Realzins berücksichtigt werden. Der langfristige Realzins entscheidet, ob eine Investition überhaupt getätigt wird, ihre Rendite muss den langfristigen Realzins übertreffen. Der kurzfristige Realzins entscheidet darüber, ob die geplante Investition umgehend begonnen oder wegen eines erwarteten Falls der Investitionskosten noch hinausgeschoben wird. Werden fallende Löhne und Preise erwartet, führt dies dazu, dass der kurzfristige Realzins sehr hoch ist. Vor allem in einer deflationären Depression übertrifft die erwartete Rendite einer Investition daher selten den kurzfristigen Realzins. Die Investoren werden also keinen Kredit aufnehmen und ihr Geld bar halten, um von der Deflation zu profitieren. John Maynard Keynes kannte zwar den Realzins als Begriff nicht, beschrieb jedoch sehr genau dessen Auswirkungen: Auswirkungen des Realzinses in der Deflation auf die Konjunktur.
Bei einer sehr starken Deflation, wie sie in der Weltwirtschaftskrise in den 1930ern dann eintrat, würde jeder Unternehmer besser sein Geschäft ruhen lassen und den Fall der Löhne und Preise auf den Tiefpunkt abwarten.

### Realzins bei Deflation und Neoklassik
Das an den Universitäten gelehrte IS-LM-Modell der Neoklassischen Synthese kennt bislang keinen Realzins und stellt daher die Aussagen von Keynes zur Deflation und ihrer Überwindung nicht dar. Es diskutiert die Entwicklung der Investition in Verbindung mit dem Geldmarktzins der LM-Funktion, also dem kurzfristigen Nominalzins. Daher kann in diesem Modell das weitgehende Stocken der Investition bei drastisch überhöhten Realzinsen wegen Deflation nur als Zinsunelastizität behandelt werden, weil ein weiteres Sinken der Nominalzinsen (unter Null) nicht mehr möglich ist, der langfristige Nominalzins wegen der Liquiditätsfalle immer noch deutlich über dem Nullpunkt liegt und der Realzins im Modell nicht existiert. Die IS-Kurve wird dann im Modell senkrecht über der Y-Achse dargestellt, obwohl bei überhöhtem Realzins das Einkommen der Ökonomie im freien Fall ist und höchstens sehr temporär ein Gleichgewichts-Realeinkommen unter dem Vollbeschäftigungseinkommen angenommen werden könnte.
Das Problem mit dem im IS-LM-Modell nicht darstellbaren Realzins, der jedoch anstelle des kurzfristigen Geldmarkt-Zinses die Investition bestimmt, wurde von David Romer diskutiert.
Der Realzins kann in einer deflationären Depression wie der Weltwirtschaftskrise durch Maßnahmen der Notenbanken zur Reflation gesenkt werden, also mit steigenden Löhnen und Preisen, bis die Investitionstätigkeit wieder anspringt, sobald der kurzfristige wie langfristige Realzins unter die Rendite fallen. Es handelt sich bei der Investitionsfalle folglich nicht um eine wirkliche Zinsunelastizität der Investition bei Deflation. Bereits 1933 wurde von Irving Fisher erläutert, dass die Zentralbank jede Depression durch die Reflation des Preisniveaus (Hebung der Löhne und Preise auf den Stand vor Ausbruch der Krise) verhindern oder beenden könne. Im Falle einer Liquiditätsfalle oder beim Erreichen der Nominalzinsuntergrenze können die Möglichkeiten einer Notenbank, eine Reflationierung herbeizuführen, eingeschränkt sein.